# Encephalartos transvenosus
Encephalartos transvenosus és una espècie de gimnosperma de la divisió Cycadophyta, família Zamiaceae, originària de l'est de la regió de la Ciutat del Cap (Sud-àfrica). Aquesta espècie és molt abundant en diversos llocs, entre el bosc de cícadas notable en Modjadji. Encara que les subpoblacions en alguns llocs han disminuït a causa dels impactes dels col·lectors i la neteja de l'hàbitat, l'avaluació indica que no hi ha una amenaça immediata a aquesta espècie i, per tant, que està catalogat com de Preocupació Menor.
Com a planta de jardí, E. transvenosus és el més alt i un dels més espectaculars de totes les espècies de cícadas. Amb brillants fulles de color verd fosc, les plàntules creixen ràpidament, convertint-se en una planta de jardí atractiva, amb llargues fulles de fins a un metre de llarg en quatre o cinc anys. Aquesta és una de les cícadas de més ràpid creixement.

## Descripció
La tija aconsegueix una altura de 12 -13 m i 0,4 a 0,45 m de diàmetre. Típic de l'espècie és l'aparició de nombroses gemmes latents al llarg de la base de la tija. Les noves fulles són de color verd clar cobert de pèls fins de color marró, mentre que les fulles madures desenvolupen a entre 1,5 i 2,5 m de longitud i són de color verd fosc i brillant. Els fullets es superposen, units a la tija de la fulla, són 160-250 x 25-45 mm, però es redueixen de mida més a prop de la base de la tija de la fulla. Aquesta espècie és considerat com un arbre, ja que es desenvolupa fins a una alçada de 6 a 8 m o més amb una extensió de fulla de fins a 5 m. Sent una gimnosperma, aquestes plantes produeixen cons. Són dioiques que significa cons masculins i femenins es produeixen en plantes separades. Cons masculins es poden desenvolupar a una longitud de 300 a 400 mm; els cons femenins són molt grans i pesats. Els cons són d'or de color marró i es produeixen a finals d'estiu, que pesa més de 40 kg.
Generalment les cícades són considerades per ser de creixement lent; no obstant això, donades les condicions ideals de creixement, aquesta espècie, en cinc anys, pot desenvolupar fulles de fins a un metre de longitud. Totes les cícades es consideren de vida llarga, sobrevivint durant centenars d'anys.

## Distribució
Encephalartos transvenosus, anomenat la cícada de Modjadji, és originària de Sud-àfrica. Es produeixen en el Districte Letaba de Mpumalanga a una altitud de 600 a 1 000 m. Una pluja de més de 1 500 mm a l'any s'experimenta a la regió, amb freqüents boires que proporcionen humits i frescos estius. La regió està lliure de gelades, i es donen condicions adequades per a aquesta espècie amb regs regulars en els mesos secs. Un bon drenatge és essencial i la protecció contra el sol en zones molt calentes ajudarà a evitar que les fulles es cremin.

## Etimologia
El nom Encephalartos es deriva d'una paraula grega que significa "pa al cap" i es refereix al material farinós, com midó d'algunes espècies utilitzades tradicionalment com a aliment. Aquesta espècie va ser descrita el 1926. La Rain Queen (Modjadji) de la regió Lovedu ha protegit aquesta espècie localment comuna durant segles. El nom específic transvenosus es refereix a la xarxa de venes que es pot veure quan una fulla se sosté contra la llum. Aquesta espècie està estretament relacionada amb E. paucidentatus; però, pot ser fàcilment identificada pels seus fullets perquè són més amplis que els d'E paucidentatus. El gènere es limita a l'Àfrica i es compon d'aproximadament 69 espècies.